# Ефект групового егоїзму
Ефект групового егоїзму — груповий ефект, спрямованість групових інтересів, цілей і норм поведінки проти інтересів, цілей і норм окремих груп чи всього суспільства.

## Психологічна характеристика
Це спрямованість групових інтересів, цілей і норм поведінки проти інтересів, цілей і норм окремих груп чи всього суспільства. Цілі групи при цьому досягаються через протидію інтересам членів інших груп, нехтування суспільними інтересами. Груповий егоїзм проявляється тоді, коли цілі та цінності групи стають важливішими за суспільні цінності та цілі, коли поступаються інтересами окремої людини задля стабільності існування групи. В таких випадках людина приноситься в жертву цілісності групи, повністю підпорядковується вимогам та стандартам групової поведінки. Цей ефект має надзвичайно негативні наслідки для групи в цілому, її подальшої життєдіяльності та долі її окремих членів.